# Donville-les-Bains
Donville-les-Bains è un comune francese di 3 421 abitanti situato nel dipartimento della Manica nella regione della Normandia.
Fa parte del cantone di Granville, nella circoscrizione (arrondissement) di Avranches.

## Società

### Evoluzione demografica
Abitanti censiti